# CSM Unirea Alba Iulia
Clubul Sportiv Municipal Unirea Alba Iulia, cunoscut sub numele de Unirea Alba Iulia, este un club de fotbal profesionist din Alba Iulia, România, care evoluează în prezent în Liga a III-a. Locul 6 ocupat în sezonul 2003-2004 al Diviziei A și semifinala jucată în ediția 1990-1991 a Cupei României reprezintă cele mai importante realizări ale echipei. Culorile acesteia sunt alb-negru, iar stadionul pe care evoluează se numește Cetate și are o capacitate de 18.000 locuri.

## Istoric

Formația Unirea Alba-Iulia, din perioada romantică a fotbalului românesc

Unirea Alba Iulia s-a înființat în anul 1924. La început a evoluat sub denumirea Unirea Mihai Viteazul Alba-Iulia. După 10 ani de la fondare participă la prima ediție a Diviziei B, unde ocupă locul 6. Se menține în cea de-a doua divizie până în 1939, când retrogradează. În 1942 se întoarce în Divizia B, unde joacă două sezoane și apoi retrogradează din nou. În finalul sezonului 1946-1947 o găsim pe Unirea în Divizia C pe locul 9, retrogradabil.
Din 1947 până în 1970 participă în campionate regionale, sub nivelul primelor trei divizii fotbalistice din România. În 1970 promovează în Divizia C. Urmează  9 sezoane în eșalonul trei la finele cărora promovează în Divizia B. Locul 15, ocupat la sfârșitul sezonului 1979-1980, o obligă pe Unirea să se întoarcă în cea de-a treia ligă. Joacă patru ani în Divizia C, promovează, după doi ani retrogradează și după alți doi ani promovează din nou.
Între 1988 și 2003 se menține în Divizia B. Reușește ocuparea locului secund în ediția 1993-1994, la distanță de 7 puncte de ocupanta primei poziții, FC Maramureș Baia-Mare.
În sezonul 2002-2003 echipa redenumită în anii 1990 Apulum Alba-Iulia, realizează una din cele mai mari performanțe din istoria clubului. Sub conducerea antrenorului Aurel Șunda, albaiulienii au promovat pentru prima dată în Divizia A. 

Formația Unirea Alba Iulia, iunie 2007

Având în componență jucători experimentați ca Ovidiu Maier, Vasile Jercălău, Dan Găldean, Florin Cotora, echipa a continuat evoluțiile bune și a terminat primul sezon în Divizia A pe locul 6. În următorul sezon Apulum a schimbat mai mulți antrenori: Stelian Gherman, Alexandru Pelici, Gheorghe Mulțescu, Marcel Rusu, Alin Artimon, însă nu a reușit să se salveze de la retrogradare. După un parcurs slab în Divizia B albaiulienii retrogradează din nou, de data aceasta în Divizia C.
În pauza competițională dintre sezoanele 2005-2006 și 2006-2007 conducătorii clubului cumpără locul echipei Oltchim Râmnicu Vâlcea în Liga a II-a, astfel încât nu joacă nici un meci în cea de-a treia ligă. Revine la numele Unirea Alba-Iulia și termină campionatele 2006-2007 2007-2008 pe poziția a patra. În 2009 echipa revine în Liga I după ce câștigă seria a II-a a diviziei secunde, dar nu rezistă decât un sezon pe prima scenă, la finalul stagiunii 2009-2010 ocupând ultima poziție în clasament și retrogradând în Liga a II-a.Având asemenea cel mai tânăr jucător din istoria acestui club Florin Valentin Hanes.
Echipa se reînființează în sezonul 2014-2015 și participă în Liga a V-a a județului Alba, acolo unde termină pe poziția 1, cu 26 de victorii din 26 și un golaveraj de 163-9. În sezonul 2015-2016 la primul an de acomodare în Liga a IV-a Unirea termină pe poziția a 8-a și este eliminată în semifinala cupei județene de Viitorul Sântimbru, cu scorul de 3-6.
Înainte de începerea sezonului 2016-2017 echipa este preluată de Mihai Hauptkorn. Tot atunci echipa a obținut un loc în Liga a III-a.

## Palmares

Formația Unirea Alba-Iulia, mai 2004

### Competiții Naționale

#### Ligi:
```
 
Liga I
```

- Locul 6 (1): (2003-2004)

```
 
Liga a II-a
```

Campioni (2): (2002-2003, 2008-2009)
Vicecampioni (1): (1993-1994)
```
 
Liga a III-a
```

Campioni (2): (1978-1979, 1983-1984, 1987-1988)
Vicecampioni (1): (1981-1982)

#### Cupe:
```
 
Cupa României
```

- Semifinale (1): (1990-1991)

## Parcursul competițional
| Sezon   | Nivel | Divizie                      | Loc   | Note         | Cupa României |
| ------- | ----- | ---------------------------- | ----- | ------------ | ------------- |
| 2024–25 | 3     | Liga a III-a (Seria a VII-a) | TBD   |              | Sferturi      |
| 2023–24 | 3     | Liga a III-a (Seria a IX-a)  | 5     |              |               |
| 2022–23 | 3     | Liga a III-a (Seria a IX-a)  | 3     |              |               |
| 2021–22 | 3     | Liga a III-a (Seria a IX-a)  | 9     |              | Turul I       |
| 2020–21 | 3     | Liga a III-a (Seria a IX-a)  | 7     |              |               |
| 2019–20 | 3     | Liga a III-a (Seria a V-a)   | 12    |              |               |
| 2018–19 | 3     | Liga a III-a (Seria a IV-a)  | 12    |              | Șaisprezecimi |
| 2017–18 | 3     | Liga a III-a (Seria a V-a)   | 6     |              |               |
| 2016–17 | 3     | Liga a III-a (Seria a IV-a)  | 11    |              |               |
| 2015–16 | 4     | Liga a IV-a (AB)             | 8     |              |               |
| 2012–13 | 2     | Liga a II-a (Seria a II-a)   | 13    | Retrogradată |               |
| 2011–12 | 2     | Liga a II-a (Seria a II-a)   | 9     |              |               |
| 2010–11 | 2     | Liga a II-a (Seria a II-a)   | 11    |              |               |
| 2009–10 | 1     | Liga I                       | 18    | Retrogradată | Șaisprezecimi |
| 2008–09 | 2     | Liga a II-a (Seria a II-a)   | 1 (C) | Promovată    |               |
| 2007–08 | 2     | Liga a II-a (Seria a II-a)   | 4     |              |               |
| 2006–07 | 2     | Liga a II-a (Seria II)       | 4     |              | Șaisprezecimi |

| Sezon   | Nivel | Divizie                   | Loc   | Note         | Cupa României |
| ------- | ----- | ------------------------- | ----- | ------------ | ------------- |
| 2005–06 | 2     | Divizia B (Seria a III-a) | 13    |              |               |
| 2004–05 | 1     | Divizia A                 | 14    | Retrogradată | Șaisprezecimi |
| 2003–04 | 1     | Divizia A                 | 6     |              | Sferturi      |
| 2002–03 | 2     | Divizia B (Seria a II-a)  | 1 (C) | Promovată    |               |
| 2001–02 | 2     | Divizia B (Seria a II-a)  | 7     |              |               |
| 2000–01 | 2     | Divizia B (Seria a II-a)  | 9     |              |               |
| 1999–00 | 2     | Divizia B (Seria a II-a)  | 7     |              |               |
| 1998–99 | 2     | Divizia B (Seria a II-a)  | 14    |              |               |
| 1997–98 | 2     | Divizia B (Seria a II-a)  | 14    |              | Șaisprezecimi |
| 1996–97 | 2     | Divizia B (Seria a II-a)  | 16    |              |               |
| 1995–96 | 2     | Divizia B (Seria a II-a)  | 15    |              |               |
| 1994–95 | 2     | Divizia B (Seria a II-a)  | 6     |              |               |
| 1993–94 | 2     | Divizia B (Seria a II-a)  | 2     |              |               |
| 1992–93 | 2     | Divizia B (Seria a II-a)  | 9     |              |               |
| 1991–92 | 2     | Divizia B (Seria a II-a)  | 7     |              | Optimi        |
| 1990–91 | 2     | Divizia B (Seria a III-a) | 7     |              | Semifinale    |
| 1989–90 | 2     | Divizia B (Seria a II-a)  | 3     |              | Șaisprezecimi |

## Stadion

Stadionul Cetate

Stadionul pe care evoluează echipa se numește Cetate, are o capacitate de 18.000 locuri dintre care 7.238 sunt cu scaune, și a fost inaugurat în anul 1982. Stadionul aparține Primăriei și Consiliului Local Alba Iulia, toate investițiile fiind făcute din banii autorităților locale. Stadionul dispune  și de un mini-hotel, la care sunt cazați jucătorii echipei Unirea Alba Iulia.

## Lot de jucători, 2012-2013
| Nr. |         | Poziție | Jucător        |
| --- | ------- | ------- | -------------- |
|     | România | P       | Mihai Lasc     |
|     | România | F       | Mădălin Olar   |
|     | România | F       | Adrian Potopea |
|     | România | F       | Silviu Rondak  |
|     | România | F       | Andrei Ianc    |
|     | România | F       | Nicolae Fulea  |
|     | România | M       | Alexandru Man  |
|     | România | M       | Răzvan Bretoiu |

| Nr. |         | Poziție | Jucător          |
| --- | ------- | ------- | ---------------- |
|     | România | M       | Sorin Cotolan    |
|     | România | M       | Radu Contor      |
|     | România | A       | Gabriel Croitoru |
|     | România | A       | Daniel Lasconi   |

## Fotogalerie

Logo vechi
Logo vechi
Unirea Alba Iulia mai 2008
Logo vechi